# Тимирязевское сельское поселение (Адыгея)
Тимиря́зевское се́льское поселе́ние — муниципальное образование со статусом сельского поселения в составе Майкопского муниципального района Республики Адыгея Южного федерального округа Российской Федерации.
Административный центр — посёлок Тимирязева.

## География
Сельское поселение разместилось в самом центре Майкопского района, в долине реки Белой, там, где она вырывается из ущелий. Здесь находятся земли, благодатные для садоводства. Об этом говорят названия поселков, входящих в состав поселения: Тимирязева, Цветочный, Мичурина, Подгорный, Садовый.

## История
Решением Краснодарского краевого Совета народных депутатов от 26.12.1977 года образован Тимирязевский сельский Совет за счет разукрупнения Абадзехского сельского и Тульского поселкового Советов в составе населенных пунктов: поселков Тимирязева, Мичурина, Подгорный, Садовый, Цветочный и х. Шунтук. Поселки Тимирязева, Мичурина, Подгорный и Садовый — это участки Майкопской опытной станции ВИР, образованной 28.03.1930 года при непосредственном участии Н.И. Вавилова, на месте существующих участков Майкопского сортсемтреста. За успехи в создании и внедрении в производство высокоурожайных сортов сельскохозяйственных культур и в связи с 50-летием со дня основания Указом Президиума Верховного Совета СССР от 25 июля 1980 года станция награждена орденом Знак Почета. 
Хутор Шунтук основан в 1867 году. В переводе с адыгского «мокрый, болотистый тупик». До середины века в междуречье рек Курджипса и Белой от станицы Дагестанской до укрепления Майкоп жило племя мамхеговцы, которое являлось одной из адыгских народностей. Как и другие адыги, мамхеговцы были оседлыми земледельцами. Возделывали основные зерновые культуры, занимались овцеводством, огородничеством. На берегу реки Шунтук были найдены плиты с арабскими письменами, остатки золотоплавильных печей, где в средние века адыги изготовляли различные украшения. Заселение правого берега р. Кубань и Причерноморья запорожскими казаками и русскими вызвало активные миграционные процессы в адыгском обществе. Затронули они естественно и мамхеговцев. Завершение Кавказской войны сопровождалось насильственным переселением их в Османскую империю. Оставшиеся несколько сот человек приняли российское подданство и осели в Закубанье. Мамхеговцы, жившие в этой местности, оставили после себя след — это лесосады, которые сохранялись вплоть до 30-х годов века. Поселение заселялось очень медленно. К 1905 году в хуторе насчитывалось около 12 семей. Земля принадлежала казачьим обществам, которые свою землю неохотно арендовали иногородним. Поселенцы и приезжающие к ним рабочие занимались лесным промыслом. Поселенцы повели борьбу за осушку местности: вырубались леса, кустарники, рылись каналы и арыки. Это дало возможность сеять пшеницу и другие зерновые культуры. К 1918 году в хуторе насчитывалось несколько десятков семей. Во время гражданской войны в этих местах действовал белогвардейский генерал Хвостиков. С 1928 года через хутор Шунтук начали строить железную дорогу. Затем в Шунтуке 28 марта 1930 года организуется опытная станция ВИР. На первых порах научных сотрулников и рабочих устраивали в домах жителей хутора Шунтук. Потом приступили к строительству настоящего поселка «Майкопского отделения ВИРа». Место для строительства было выбрано в живописной местности на южном склоне долины Шунтук, в 3-х километрах от железной дороги (ныне п. Садовый) — первый участок. Но со временем опытная станция расширяла свою деятельность. Территории станции значительно сместились к северу, дальше от первого участка. Нужно было новое место для центра станции. Этим местом стал участок, расположенный рядом с железнодорожным постом Шунтук. Здесь на пустом участке развернулось строительство второго участка (ныне п. Подгорный) — нового центра станции. В х. Шунтук был организован колхоз имени С.М. Буденного, позже получивший название «Верный путь». Неоценимую помощь в строительстве школы, которая была построена в 1937 году и здание которой сохранилось и в настоящее время, оказала опытная станция ВИР. Первый и второй участки строились вновь организованной станцией, третий был передан в 1933 году трестом «Союзсеменовод». Из-за войны прервалась и плодотворная научно-исследовательская деятельность станции ВИР. После освобождения Майкопского района потребовалась большая и созидательная работа по восстановлению разрушенного хозяйства и приведению в довоенное состояние богатейшего коллекционного фонда растений. В истории хутора немало известных людей. В 1946 году на станцию ВИР был переведен А.И. Мальцев ближайший соратник академика Н.И. Вавилова, отмечавшего его как всесторонне образованного высококлассного специалиста ботаника, прирожденного талантливого ученого.

## Население
| 2002  | 2010  | 2011  | 2012  | 2013  | 2014  | 2015  |
| ----- | ----- | ----- | ----- | ----- | ----- | ----- |
| 3711  | ↗3740 | →3740 | ↗3752 | ↗3800 | ↗3819 | ↗3852 |
| 2016  | 2017  | 2018  | 2019  | 2020  | 2021  | 2023  |
| ↘3847 | ↗3874 | ↘3826 | ↗3867 | ↗3901 | ↘3689 | ↘3669 |
| 2024  |       |       |       |       |       |       |
| ↗3673 |       |       |       |       |       |       |

## Состав сельского поселения
| № | Населённый пункт | Тип населённого пункта          | Население |
| - | ---------------- | ------------------------------- | --------- |
| 1 | Тимирязева       | посёлок, административный центр | ↗1182     |
| 2 | Цветочный        | посёлок                         | ↗1395     |
| 3 | Шунтук           | хутор                           | ↘809      |
| 4 | Садовый          | посёлок                         | ↘138      |
| 5 | Подгорный        | посёлок                         | ↘72       |
| 6 | Мичурина         | посёлок                         | ↗77       |

## Национальный состав
По переписи населения 2010 года из 3 740 проживающих в сельском поселении, 3 696 человек указали свою национальность
| Национальность | %       | Численность |
| -------------- | ------- | ----------- |
| Русские        | 75,62 % | 2 795       |
| Армяне         | 19,16 % | 708         |
| Украинцы       | 2,35 %  | 87          |
| Адыгейцы       | 0,57 %  | 21          |
| Белорусы       | 0,49 %  | 18          |
| Марийцы        | 0,49 %  | 18          |
| Татары         | 0,35 %  | 13          |
| Азербайджанцы  | 0,24 %  | 9           |
| Грузины        | 0,22 %  | 8           |
| Эскимосы       | 0,18 %  | 5           |

По данным переписи населения 2021 года из 3689 проживающих в сельском поселении, 3570 человека указали свою национальность
:
| Народ           | Численность, чел. | Доля от населения, % |
| --------------- | ----------------- | -------------------- |
| Русские         | 2 774             | 77,70 %              |
| Армяне          | 664               | 18,60 %              |
| Адыги (Черкесы) | 27                | 0,75 %               |
| Украинцы        | 27                | 0,75 %               |

## Местное самоуправление
Главы муниципального образования
- 2005 - 2012 — Чолакян Александр Андроникович (ВПП "Единая Россия");
- 2012 - 2017 — Калинина Оксана Анатольевна (Партия "Справедливая Россия");
- с 2017 года — Дельнов Николай Александрович (ВПП "Единая Россия").